# Petteri Kupiainen
Petteri Kupiainen (Kuopio, 26 februari 1960) is een Fins voormalig voetballer die speelde als middenvelder.

## Carrière
Kupiainen maakte zijn profdebuut voor KuPS Kuopio de profclub uit zijn geboortestad. Hij vertrok al snel naar het Belgische Club Brugge waarmee hij in zijn eerste seizoen meteen landskampioen speelde. Na twee seizoenen keerde hij al terug naar KuPS Kuopio waar hij de rest van zijn carrière bleef spelen. Hij veroverde met hen nog een beker in 1989.
Hij speelde vijf interlands voor Finland waarin hij niet tot scoren kwam.

## Erelijst
- Club Brugge
  - Landskampioen: 1980
- KuPS Kuopio
  - Finse voetbalbeker: 1989